# Francis Van Den Eede
Francis Van Den Eede (Sint-Amands, 20 augustus 1934 - Brussel, 26 oktober 1998) was een Belgisch politicus voor de CVP. 

## Levensloop
Francis was de zoon van Wilfried Van Den Eede en Leontine Heeman, waar hij opgroeide als 2de kind van 8. Het gezin verhuist vanuit Klein-Brabant naar Rumst. Hij huwde Yvonne Bridts en had 4 kinderen.
Hij volgde in 1986 zijn partijgenoot Frans Bruynseels op als burgemeester van Rumst. Hij bleef die functie uitoefenen tot 1997, een jaar voor zijn dood.
Tussen 1986 en 1997 maakte hij werk van economische groei, nieuwe woningen (vooral met het Kijkdorp aan de Nijverheidsstraat) en van de toeristische expansie o.m. met zijn initiatief voor de oprichting van een VVV, een toeristische dienst voor de Rupelstreek. Onder zijn bestuur werden ook de plannen gemaakt voor de fietsverbindingen over de waterwegen aan de zuidkant van de gemeente. De Blauwe Bruggen over de Dijle en Nete werden dan ook naar hem genoemd.
In 2000 en 2006 was zijn echtgenote Yvonne Van Den Eede-Bridts kandidaat voor de christendemocratische partij. In 2012 en 2018 kwam ook zijn zoon Wilfried voor CD&V op bij de gemeenteraadsverkiezingen.